# Undergrads
Os Universitários (em inglês:  Undergrads), é um desenho do canal MTV que teve treze episódios antes de ser cancelada em 2001.
Foi exibido dentro do bloco Adult Swim, no Cartoon Network, no Brasil. Em Portugal, foi ao ar na SIC Radical e Panda Biggs.[carece de fontes?]
O desenho conta a história de Nitz e seus amigos universitários. Os Universitários conta a história de quatro garotos perdidos: Nitz, Gimpy, Cal e Rocko, que, em meio a muito stress, provocações e atribulações do primeiro ano de faculdade, conseguem manter-se unidos e dividir suas reflexões sobre a vida pós-colégio através da internet.[carece de fontes?]